# فريتاون (فلم)
فريتاون (بالإنجليزية: Freetown)، هُو فيلم إثارة ودراما أمريكي غاني ليبيري صدر سنة 2015.

## وصلات خارجية
- فريتاون  في قاعدة بيانات الأفلام على الإنترنت (بالإنجليزية)